# دیک مک‌نیل
دیک مک‌نیل (هلندی: Dick MacNeill; ۷ ژانویهٔ ۱۸۹۸ – ۳ ژوئن ۱۹۶۳) بازیکن فوتبال اهل هلند بود.